# Claudia Celedón
Claudia Irene Celedón Ureta (Santiago de Chile, 15 de agosto de 1966) es una actriz chilena de teatro, cine y televisión. Ganadora de un premio Altazor como mejor actriz de teatro por su rol en la obra Mujer gallina y premiada en el Festival Internacional de Cine de Cartagena por su rol en Gatos viejos. 

## Biografía
Es hija del actor y publicista Jaime Celedón y Bernardita Ureta.
Ingresó a estudiar teatro en la Escuela Teatro Imagen de Gustavo Meza, egresando como actriz en 1985. 
Formó parte de los elencos de las teleseries El juego de la vida de TVN y en Canal 13 en Las Herederas, Matilde dedos verdes, Bravo y Fuera de control. También se desempeñó en programas de humor como De chincol a jote, Jaguar yu y el segmento «Los Eguiguren» de Sábados gigantes.
Ha participado en los cortometrajes Matar a un boyscout, Amigos, “La perra”, y en las películas El chacotero sentimental y La vida me mata, por la que estuvo nominada como mejor actriz el año 2008. “Gatos viejos” premio
Mejor actriz festival Cartagena de Indias. La nana, de Silva y Peirano.  la trilogía de Nicolas López “Que pena tu vida, boda, familia”
En teatro actuó en "Ser un romántico viajero", "Ingenuas Palomas", "Cariño Malo", "Malinche", "Sidhartha", "El Seductor" y "Madame de Sade", entre otras. Además, ha actuado y participado en la creación colectiva de Bareatoa y Hermanos Martínez Internacional. 
Su última obra fue “XUAREZ” dirigida por Manuela Infante. 
En 2004 recibió el Premio Altazor por La Mujer Gallina. Ese mismo año trabajó en el cortometraje La Perra, en la serie de televisión Geografía del deseo (TVN), y en la obra de teatro El Taller de los celos. Además encarnó a Gabriela Mistral en el proyecto biográfico de la poetisa llamado La pasajera.

## Filmografía

### Cine
| Películas | Películas                 | Películas       | Películas        | Películas                                                    |
| --------- | ------------------------- | --------------- | ---------------- | ------------------------------------------------------------ |
| Año       | Título                    | Personaje       | Director         | Notas                                                        |
| 1999      | El chacotero sentimental  | La madre        | Cristián Galaz   | Nominada — Altazor                                           |
| 2002      | La Perra                  |                 | Hugo Maza        |                                                              |
| 2007      | La vida me mata           | Susana          | Sebastián Silva  | Nominada — Altazor                                           |
| 2009      | La Nana                   | Pilar           | Sebastián Silva  | Nominada — Altazor                                           |
| 2010      | Gatos viejos              | Rosario         | Sebastián Silva  | Ganadora Festival de Cine de Cartagena Ganadora Pedro Sienna |
| 2010      | Qué pena tu vida          | Patricia O'Ryan | Nicolás López    |                                                              |
| 2011      | Qué pena tu boda          | Patricia O'Ryan | Nicolás López    |                                                              |
| 2012      | Qué pena tu familia       | Patricia O'Ryan | Nicolás López    |                                                              |
| 2012      | La pasión de Michelangelo |                 | Esteban Larraín  |                                                              |
| 2014      | Mejor estar solo          | María Jesús     | Rodrigo González |                                                              |
| 2014      | Maldito amor              | Luisa           | Gonzalo Badilla  |                                                              |
| 2016      | Rara                      | Ximena          | Pepa San Martín  |                                                              |
| 2019      | Ella es Cristina          | Andrea          | Gonzalo Maza     |                                                              |

### Televisión
| Series de televisión | Series de televisión            | Series de televisión       | Series de televisión               | Series de televisión |
| Año                  | Título                          | Personaje                  | Notas                              |                      |
| -------------------- | ------------------------------- | -------------------------- | ---------------------------------- | -------------------- |
| 1983                 | El juego de la vida             |                            | Telenovela, papel secundario.      |                      |
| 1988                 | Matilde dedos verdes            | Paula Olea                 | Telenovela                         |                      |
| 1989                 | Bravo                           | Nina                       | Telenovela                         |                      |
| 1992                 | Jaguar Yu                       | Varios                     | Comedia, humor diferentes papeles. |                      |
| 1999                 | Fuera de control                | Agatha Rodríguez           | Telenovela, rol estelar.           |                      |
| 2004                 | Geografía del deseo             | Francisca                  | Serie, rol protagónico.            |                      |
| 2005                 | Es cool                         | Sara Frezar / Katya Frezar | Serie, coprotagónico.              |                      |
| 2005                 | Casados                         | Pilar                      | Serie (Temporada 1, Episodio 1)    |                      |
| 2012                 | Solita Camino                   | Mariana Aguirre            | Serie, Coprotagonista              |                      |
| 2015                 | El bosque de Karadima           | Paola                      |                                    |                      |
| 2017                 | 12 días que estremecieron Chile | Soledad                    | Episodio: La muerte de Pinochet    |                      |
| 2019                 | Berko: El arte de callar        |                            |                                    |                      |
| 2020                 | Heroes Invisibles               |                            |                                    |                      |

## Programas de televisión
- Dudo (Canal 13C,2013) - Invitada

## Premios
- Premio Altazor 2004: Mejor actriz en teatro (Mujer gallina)
- Festival Internacional de Cine de Cartagena (2011): Mejor actriz (Gatos viejos)
- Premio Pedro Sienna (2012): Mejor actriz de reparto (Gatos viejos)

Nominaciones
- Premio Altazor 2000 Mejor actriz en cine (El chacotero sentimental)
- Premio Altazor 2005: Mejor actriz en teatro (El taller de los celos)
- Premio Altazor 2008: Mejor actriz en cine (La vida me mata)
- Premio Altazor 2010: Mejor actriz (La Nana)

## Distinciones
- Distinción Excelso Ejecutante de las Artes de la Representación por Teatro Imagen (2011).[2]